# Jabloň, Humenné
Jabloň este o comună slovacă, aflată în districtul Humenné din regiunea Prešov, pe malul râului Výrava⁠(d). Localitatea se află la altitudinea de 206 m deasupra n.m., se întinde pe o suprafață de 11,86 km2 și în 2017 număra 399 de locuitori.

## Istoric
Localitatea Jabloň este atestată documentar din 1405.

## Demografie
| An:                | 1994 | 2004   | 2014   | 2024    |
| ------------------ | ---- | ------ | ------ | ------- |
| Număr de persoane: | 476  | 455    | 420    | 374     |
| Diferență:         |      | −4,41% | −7,69% | −10,95% |

| An:                | 2023 | 2024   |
| ------------------ | ---- | ------ |
| Număr de persoane: | 378  | 374    |
| Diferență:         |      | −1,05% |